# Dolicheremaeus andulauensis
Dolicheremaeus andulauensis är en kvalsterart som beskrevs av Sandór Mahunka 1997. Dolicheremaeus andulauensis ingår i släktet Dolicheremaeus och familjen Tetracondylidae. Inga underarter finns listade i Catalogue of Life.